# Магданлы
Магданлы (туркм. Magdanly) — город в Кёйтендагском этрапе Лебапского велаята Туркменистана.
Население — 77,0 тыс. жителей (2015).

## История
До 8 сентября 2002 года носил названия Говурдак (Гаурдак).
25 ноября 2017 года Меджлисом Туркменистана был изменён статус Магданлы с города с правами этрапа Лебапского велаята на город в составе Кёйтендагского этрапа (куда были также включены его генгешлики Чярджев и Йурекдепе).

## География
Город расположен в предгорьях хребта Кугитангтау, в 260 км к юго-востоку от административного центра велаята Туркменабад.
Конечная железнодорожная станция на ветке от станции Мукры на линии Керки — Термез.

## Население
| Год                     | 1970 | 1991 | 2009 | 2022   |
| Население, тыс. жителей | 11   | 23,3 | 64,8 | 44 508 |

## Экономика
Добыча и переработка самородной серы. Заводы калийных удобрений.